# Luis Oscar Herrera
Luis Oscar Herrera Barriga (Santiago de Chile, 7 de septiembre de 1966) es un economista, investigador y consultor chileno. Desde el marzo de 2024 es el gerente general del Banco Central de Chile. 

## Biografía
Es hijo del abogado Luis Óscar Herrera Larraín y de María de la Luz Barriga Ferrada.

## Formación
Estudio en el Colegio Verbo Divino. Luego ingeniería comercial y Magíster de la Pontificia Universidad Católica de Chile (1989) y Ph.D. en Economía del Massachusetts Institute of Technology (1996).

## Carrera profesional
Su vida laboral ha estado fuertemente vinculada al Banco Central de Chile. A la entidad monetaria retornó en 2010 como gerente de la División de Estudios, ello tras un breve paso, entre 2006 y 2010, como director de estudios corporativos de la compañía de servicios financieros Euroamérica. Anteriormente entre 1989 y 2006, ocupó varios cargos en el instituto emisor, ente ellos fue el primer gerente de la División de Política Financiera (2001-2006), Gerente de Análisis Macroeconómico (1996-2001), Secretario del Consejo del Banco Central (1996), economista en la Gerencia de Análisis Macroeconómico (1995-1996) y economista de la Gerencia de Estudios (1989-1991).
Ha sido consultor del Banco Interamericano de Desarrollo (BID) en el proyecto sobre Indexación Financiera en América Latina (2002) y Consultor del Fondo Monetario Internacional (FMI) en Política Monetaria y Operaciones de Mercado (1997-1999).
Fue Economista Jefe para la Región Andina y presidente de la unidad Asset Management,de BTG Pactual.
El 19 de enero de 2020 asumió como nuevo coordinador macroeconómico del Ministerio de Hacienda, liderado por Ignacio Briones.
Desde el 1 de noviembre de 2020 fue nombrado como Director Ejecutivo Alterno de la Silla del Cono Sur, integrada por Argentina, Bolivia, Chile, Paraguay, Perú y Uruguay, en el Fondo Monetario Internacional.Este cargo lo ocupó hasta marzo de 2024 cuando es designado como gerente general del Banco Central de Chile. 
Entre sus actividades académicas que ha desempeñado como docente de la Pontificia Universidad Católica de Chile.

## Obras
Ha escrito una serie de trabajos individuales y como coautor como Rodrigo Vergara, Kevin Cowan, Rodrigo Valdés, Vittorio Corbo,  entre otros.